# Mungu ibariki Afrika
Mungu ibariki Afrika är Tanzanias nationalsång. Nationalsången är en version på swahili av Enoch Sontongas populära hymn "Nkosi Sikelel' i Afrika" vars melodi även används i Zambias nationalsång och delar av Sydafrikas, samt tidigare även i Zimbabwes nationalsång. Ordet Mungu på swahili betyder Gud, och titeln "Mungu ibariki Tanzania" betyder således "Gud välsigne Tanzania". 

## Swahili
Mungu ibariki Afrika
Wabariki Viongozi wake
Hekima Umoja na Amani
Hizi ni ngao zetu
Afrika na watu wake.

REFRÄNG:
Ibariki Afrika
Ibariki Afrika
Tubariki watoto wa Afrika.

Mungu ibariki Tanzania
Dumisha uhuru na Umoja
Wake kwa Waume na Watoto
Mungu Ibariki Tanzania na watu wake.

REFRÄNG:
Ibariki Tanzania
Ibariki Tanzania
Tubariki watoto wa Tanzania.

## Svensk översättning
Gud välsigne Afrika
Välsigna dess ledare
Visdom, enighet och tro
Dessa är våra sköldar
Afrika och dess folk

REFRÄNG:
Välsigna Afrika
Välsigna Afrika
Välsigna oss, Afrikas barn

Gud välsigne Tanzania
Bevara självständigheten och enigheten
Kvinnor, män och barn
Gud välsigne Tanzania och dess folk
REFRÄNG:
Välsigna Tanzania
Välsigna Tanzania
Välsigna oss, Tanzanias barn